# Théodora (épouse de Constance Chlore)
Pour les articles homonymes, voir Théodora.
Théodora (ou Flavia Maximiana Theodora) est souvent considérée comme la belle-fille de l'empereur romain Maximien. Elle serait la fille de Flavius Afranius Hannibalianus, et de son épouse, Eutropia, selon Otto Seeck et Ernest Stein. Eutropia divorce avant 283 et épouse Maximien. Flavius Afranius Hannibalianus fut consul en 292 et préfet du prétoire sous Dioclétien. 
Timothy Barnes conteste ce point de vue, en contradiction avec d'autres sources, moins contestables, qui la considèrent comme la fille naturelle de Maximien. Il conclut que Théodora est née au plus tard vers l'année 275 d'une première femme inconnue de Maximien, peut-être une des filles d'Hannibalianus.
En 293, Théodora épouse Caius Flavius Julius Constantius (le futur empereur Constance Chlore), après qu'il eut divorcé de sa première épouse, Hélène, pour renforcer sa position politique.
Le couple a six enfants :
- Flavius Dalmatius, père des Césars Flavius Dalmacius et Flavius Hannibalianus assassinés avec lui lors des purges de 337.
- Flavius Julius Constantius, père du César Constantius Gallus et de l'empereur Julien; (il est assassiné lors des purges de 337 alors que ses deux fils sont épargnés, probablement à cause de leur très jeune âge).
- Hannibalianus (qui a dû mourir avant les purges impériales de 337 car il n'est pas listé parmi les victimes).
- Anastasia.
- Flavia Julia Constantia, épouse de l'empereur Licinius.
- Eutropia, mère de Népotien.